# فراموشجان
فراموشجان، روستایی از توابع بخش چنارود شهرستان چادگان در استان اصفهان است.

## جمعیت
این روستا در دهستان چنارود شمالی قرار دارد و براساس سرشماری مرکز آمار ایران در سال ۱۳۸۵، جمعیت آن ۹۲۱ نفر (۲۵۴خانوار) بوده‌است.
زبان مردم روستای فراموشجان، ترکی و بختیاری است. 